# Успех, Лио Гранд!
„Успех, Лио Гранд!“ (на английски: Good Luck to You, Leo Grande) е секс трагикомедия от 2022 г. на режисьорката Софи Хайд, сценарият е на Кейти Бранд и участват Ема Томпсън и Дарил Маккормак. Световната премиера на филма се провежда във филмовия фестивал „Сънданс“ на 22 януари 2022 г. и излиза на 17 юни като оригинален филм на Hulu.

## Актьорски състав
- Ема Томпсън – Нанси Стоукс / Сюзън Робинсън
- Дарил Маккормак – Лео Гранд / Конър Мартин
- Изабела Лафланд – Беки
- Шарлот Уеър – Сервитьорка 1
- Карина Лопес – Сервитьорка 2